# Georges Azémia
Georges Azémia, né le 17 avril 1904 à Vernon, où il est mort le 3 avril 1989, est un homme politique français.

## Biographie
Vernonnais de naissance comme son frère aîné Augustin, Georges Azémia, journaliste de formation, fut fait prisonnier pendant la campagne de France et envoyé alors dans la région de Berlin. Il réussit à s'évader pour rejoindre le maquis du Cantal.
À la Libération, il est membre du comité départemental au titre de l'épuration.
Il est élu maire de la commune de Vernon (Eure) de 1946 à 1977 puis de 1980 à 1983. Il est élu sous les étiquettes SFIO puis PS. Son frère aîné Augustin a été maire d'Évreux et député de l'Eure.
Entre 1945 et 1958, il côtoie Pierre Mendès France, ce dernier l'ayant coopté en qualité de vice-président du conseil général de l'Eure.
Il a été le maire de la reconstruction de la ville au sortir de la guerre en 1945, succédant à Albert Poutot.
La société d’économie mixte du logement de l'Eure (SECOMILE), créée en 1957, devait construire des logements pour des familles dont les revenus les empêchaient d’espérer un appartement en HLM. Georges Azémia fut un des fondateurs de la SÉCOMILE.
Son mandat a été ininterrompu jusqu'en 1977. Cette année-là, le parti communiste arrive en tête au premier tour et ce fut un des siens qui fut élu en la personne de Lucien Pommier à l'issue du second tour. Du fait de l'abandon prématuré du mandat par ce dernier, c'est Georges Azémia qui termine la mandature.

## Distinctions
- Chevalier de la Légion d'honneur
- Croix de guerre 1939–1945
- Médaille d'honneur de l'éducation physique et des sports, échelon or (1953)[2]

## Hommage
Un boulevard Georges-Azémia porte le nom de l'ancien maire.